# Omni aviacao

Omni - Aviação e Tecnologia est une société portugaise fondée en 1988, qui s'est développée dans les vols à la demande, la gestion de flotte, les cours de pilotage, les vols sanitaires, la maintenance et l'ingénierie aéronautique, l'entraînement, le conseil et qui assume accessoirement le rôle d'agent commercial (pour Piaggio, Bombardier et Seamax).

## Filiales
- White Airways, Compagnie charter Basée à Lisbonne,
- Aeroservices, Compagnie d'aviation d'affaires,
- Groundforce One, société de service d'escale (handling), pour les vols privés et/ou VIP, avec des bureaux à :
  - Paris Le Bourget
  - Porto
  - Lisbonne
  - Faro
  - Cascais
- OMNI Táxi Aéreo Ltda, basée à l'aéroport de Jacarepaguá - Barra da Tijuca, Rio de Janeiro  Brésil
- Cabo Verde Express, compagnie aérienne locale, Basée à Sal  Cap-Vert

## Flotte
Une ébauche de la flotte du groupe  Omni - Aviação e Tecnologia, en date d'avril 2008 :
- Airbus A319-CJ (Loué à White Airways)
- Bell 222
- Bell 206
- Bell 212
- Sikorsky  S76
- Learjet 31
- Learjet 45
- Beechcraft 1900D (loué à TAP Portugal)
- Piper Seneca II
- Cessna 172 Reims Rocket
- Cessna 152
- Kappa 77 - Sova
- EC135